# Tucker, Georgia
Tucker är en ort (CDP) i DeKalb County, i delstaten Georgia, USA. Enligt United States Census Bureau har orten en folkmängd på 27 581 invånare (2010) och en landarea på 31 km².